# Schizophora
Section
Les Schizophora sont une section d'insectes diptères du sous-ordre des Cyclorrhapha (mouches muscoïdes aux antennes courtes). Cette section est considérée comme non valide par le Système d'information taxonomique intégré (ITIS).

## Liste desfamilles
Selon ITIS (27 févr. 2013) :
- sous-section Acalyptratae
  - super-famille Carnoidea
    - famille Acartophthalmidae
    - famille Australimyzidae
    - famille Braulidae
    - famille Canacidae
    - famille Carnidae
    - famille Chloropidae
    - famille Cryptochaetidae
    - famille Inbiomyiidae
    - famille Milichiidae
    - famille Tethinidae

  - super-famille Conopoidea
    - famille Conopidae

  - super-famille Diopsoidea
    - famille Diopsidae
    - famille Gabryidae
    - famille Megamerinidae
    - famille Nothybidae
    - famille Psilidae
    - famille Somatiidae
    - famille Strongylophthalmyiidae
    - famille Syringogastridae
    - famille Tanypezidae

  - super-famille Ephydroidea
    - famille Camillidae
    - famille Campichoetidae
    - famille Curtonotidae
    - famille Diastatidae
    - famille Drosophilidae - drosophiles, moucherons, mouches du vinaigre
    - famille Ephydridae

  - super-famille Lauxanioidea
    - famille Celyphidae
    - famille Chamaemyiidae
    - famille Lauxaniidae

  - super-famille Lonchaeoidea
    - famille Lonchaeidae
    - famille Cryptochetidae

  - super-famille Nerioidea
    - famille Cypselosomatidae
    - famille Micropezidae
    - famille Neriidae
    - famille Pseudopomyzidae

  - super-famille Opomyzoidea
    - famille Agromyzidae - mineuses
    - famille Anthomyzidae
    - famille Asteiidae
    - famille Aulacigastridae
    - famille Clusiidae
    - famille Fergusoninidae
    - famille Marginidae
    - famille Neminidae
    - famille Neurochaetidae
    - famille Odiniidae
    - famille Opomyzidae
    - famille Periscelididae
    - famille Teratomyzidae
    - famille Xenasteiidae

  - super-famille Sciomyzoidea
    - famille Coelopidae
    - famille Dryomyzidae
    - famille Helosciomyzidae
    - famille Ropalomeridae
    - famille Heterocheilidae
    - famille Sepsidae
    - famille Sciomyzidae

  - super-famille Sphaeroceroidea
    - famille Chyromyidae
    - famille Heleomyzidae
    - famille Nannodastiidae
    - famille Sphaeroceridae

  - super-famille Tephritoidea
    - famille Lonchaeidae
    - famille Pallopteridae
    - famille Piophilidae
    - famille Platystomatidae
    - famille Pyrgotidae
    - famille Richardiidae
    - famille Tephritidae 
    - famille Ulidiidae
- sous-section Calyptratae
  - super-famille Hippoboscoidea
    - famille Glossinidae
    - famille Hippoboscidae
    - famille Mormotomyiidae
    - famille Nicteribiidae
    - famille Streblidae

  - super-famille Oestroidea
    - famille Calliphoridae
    - famille Mystacinobiidae
    - famille Oestridae
    - famille Rhinophoridae
    - famille Sarcophagidae - mouches à viande
    - famille Tachinidae

  - super-famille Muscoidea
    - famille Anthomyiidae
    - famille Fannidae
    - famille Muscidae
    - famille Scatophagidae

## Publication originale
- (de) Aug. E. Reuss, « Entwurf einer systematischen Zusammenstellung der Foraminiferen », Sitzungsberichte der kaiserlichen Akademie der Wissenschaften. Mathematisch-Naturwissenschaftliche Classe, vol. 44,‎ 1er juin 1861, p. 355-396 (ISSN 1021-7045, lire en ligne).